# Петринці
Петринці (словен. Petrinci) — поселення в общині Содражиця, регіон Південно-Східна Словенія, Словенія.